# Sant'Angelo in Lizzola
Sant'Angelo in Lizzola är en ort och frazione i kommunen Vallefoglia i provinsen Pesaro e Urbino i regionen Marche i Italien. Kommunen hade 8 818 invånare (2013).
Sant'Angelo in Lizzola var en tidigare kommun som den 1 januari 2014 tillsammans med den tidiage kommunen Colbordolo bildade kommunen Vallefoglia.